# Арніка (гурт)
Арніка — український самодіяльний вокально-інструментальний ансамбль з міста Львова. Найбільшу популярність здобув у 1970 — 1980-х роках. Лауреат Всесоюзного телевізійного конкурсу «Алло, ми ищем таланты» м. Москва, лауреат Республіканського фестивалю пісні (м. Хмельницький), дипломант Державного комітету Ради Міністрів УРСР з телебачення та радіомовлення. Засновник — В. Васильєв, та Л.Зіммер . музичні керівники — О.Дутко, В.Морозов, В. Кіт, Р. Лозінський ,Ю. Варум, О.Левінсон,
ВІА «Арніка» записали на Всесоюзній фірмі грамзапису «Мелодія» три платівки-міньйон, та одну платівку — гігант з українськими народними піснями «Чорні очка, як терен» та «Чорна рілля ізорана» в обробці Віктора Морозова, «Ой на горі під вербою», а також «Кличу тебе», «Осінь», «Сонячний дощ», а пізніше — «Марія», «В Самборі», та інші.

## Історія
Колектив створений восени 1971 року, при Львівському аптекоуправлінні, за ініціативою В. Васильєва (художній керівник),  та Л.Зіммера (звукорежисер) за підтримки керуючої управлінням Віри Миколаївни Васильєвої (мати В. Васильєва) шляхом об'єднання двох ВІА — «Еврика» (музичний керівник — джазовий музикант Юрій Варум) і «Медікус» (музичний керівник — джазовий трубач Володимир Кіт). До них приєднався композитор, співак і гітарист Віктор Морозов із «Quo Vadis». «Медікус» на той час уже був відомим в Україні та СРСР джаз-колективом — 1966 і 1967 брав участь у відомих Талліннських джаз-фестивалях, а «Quo vadis» Морозова відзначився тим, що зробив перше хард-рокове аранжування пісні «Червона рута».
Першими музичними керівниками ВІА «Арніка» були О.Дутко та В. Кіт, з часом ці обов'язки став виконувати В. Морозов, а з 1976–1981 — Р. Лозинський, Ю. Варум, А. Левінсон. Продюсерські функції завжди виконував В. Васильєв.

Від початку в ансамблі брали участь три екс-учасники «Медікуса»: Іван Господарець (барабани), Мирослав Цюпак (гітара), Ігор Гунько (бас), а також Володимир Копоть (труба), Б. Заяць (тромбон), Орест Дутко (клавішні,), Ольга Щербакова (вокал), Володимир Летунов (вокал).
1972 — «Арніка» стала лауреатом Всесоюзного телеконкурса «Алло, мы ищем таланты» у Москві, та записала на Всесоюзній фірмі грамзапису «Мелодія» платівку-міньйон. До платівки увійшли українські народні пісні «Чорні очка, як терен» і «Чорна рілля ізорана» в обробці В. Морозова, за виконання якої «Арніка» отримала спеціальний приз союзу композиторів СРСР — за найкращу обробку Української народної пісні.
1973 — «Арніка» записала другу (велику — LP) платівку-гігант, куди увійшли такі пісні як: «Кличу тебе», «Осінь», «Львівський Вечір», обробки народних пісень, поп-шлягери та артджаз-рокова сюїта «Весна». Останній твір став свідченням надзвичайного професіоналізму музикантів «Арніки» та їхнього новаторства і відчуття часу ( навіть у Москві джаз-рок тоді ще не грали). 
Згодом в ансамблі з'явилися нові учасники — юна співачка Вікторія Врадій, яка записала ще одну платівку-міньйон з піснями: «Прощай», та «Колискова для Мар'янки», потім долучилися — гітарист В. Нестеренко, Р. Лозинський (скрипка), З. Левківський (клавішні), М.Лундін (ударні). 
З середини 1970-х «Арніка» стала одним із найпопулярніших ВІА України. У цей час, завдяки протекції В. Івасюка, гурт співпрацював із композитором, відставним генералом міліції Олексієм Екімяном, автором супер-хіта «Сонячний дощ» і пісень "Вишнева сопілка", “Довга дорога”, “Катерина”...
"Арніка" з успіхом виступала на БАМі, в Угорщині, в Києві, на радіо та телебаченні.
1976 — не стало мецената ансамблю Віри Миколаївни Васильєвої. Не маючи її підтримки, ансамбль у тодішньому складі, на жаль, перестав існувати. Після цього з «Арніки» пішли на професійну сцену Віктор Морозов і трубач Володимир Копоть — у ВІА «Ровесник» (згодом «Ватра»), а потім і Володимир Кіт — в новий ВІА «Маки». О. Дутко очолив філармонійний ВІА «Беркут» (Івано-Франківськ). Деякі учасники першого складу гурту знайшли своє продовження у джаз-роковій формації " Лабіринт". Солістка "Арніки" та «Лабіринту» Вікторія Врадій (Сестричка Віка) навчалася у Москві, потім довгий час була рок-співачкою №1 в Україні. Володимир Кіт, разом з учасниками першого складу "Арніки", у 1992 році відновив джазовий колектив "Медікус".
Маючи за мету збереження традицій «Арніки», худ. керівник "Арніки" В. Васильєв та Л. Зиммер поновили склад ансамблю, запросивши до співпраці відомого музиканта, композитора та аранжувальника Ю. Варума (муз. керівник), чудових вокалістів Юрія Матійчина, Оксану Грабовську та Ореста Жукевіча, відомих музикантів, таких як Ігор Трух (саксофон), Михайло Попович (труба), Юрій Закаль (бас гітара), Игор Порецький (Клавішні), О. Левінсон (соло гітара), К. Когут (бас гітара), В. Назаров (ударні), С.Соляник (вокал). У цьому складі ансамбль продовжив творчу діяльність до 1981 року.
«Арніка» брала участь у Всесоюзному фестивалі пісні «Кримські зорі» (Ялта), записала на фірмі «Мелодія» ще одну платівку-міньйон з піснями «Зозуля», «Шаленець», «В Самборі» (у стилі «диско»), які стали дуже популярними у ті часи. "Арніка" продовжує виступати на радіо, телебаченні (передача "Шире круг" у Москві), була запрошена на фестиваль пісні до міста Бухара, де мала великий успіх.
1979 — «Арніка» стала лауреатом Республіканського фестивалю пісні (м. Хмельницький) та отримала диплом Державного комітету Ради Міністрів УРСР з телебачення та радіомовлення.

### Закінчення діяльності
У різні періоди своєї творчості «Арніка» співпрацювала з відомими авторами та композиторами: Ю. Варумом, О. Екімяном, Ю. Рибчинським, Б. Янівським, Б.Стельмахом, Р. Хабалем, Я. Виджаком. Особливо дружні стосунки ще з 1972 р. склалися в «Арніки» з ансамблем «Смерічка», Назарієм Яремчуком, Левком Дутківським, звукорежисером В. Стриховичем, Володимиром Івасюком (останній часто приходив на репетиції та награвав свої нові твори).

## Доля учасників гурту
Колишні учасники «Арніки» відзначені вагомими досягненнями у музичному світі. Юрій Варум став відомим композитором і продюсером доньки Анжеліки Варум, Віктор Морозов — відомий композитор, співак і перекладач, В. Кіт — лауреат багатьох міжнародних джазових конкурсів і фестивалів, Вікторія Врадій — лауреат фестивалю «Червона рута», 1992 року отримала титул «Міс Рок-Європа», Ольга Щербакова — лауреат багатьох конкурсів артистів естради, стала заслуженою артисткою України, Л. Зіммер — засновник фірми «Rank-Concert» (ФРН) з виробництва Hi-Fi апаратури.
Восени 2000 Віктор Морозов зібрав колишніх музикантів «Арніки» і виступив з ними під час святкування 10-річчя «Революції на граніті».
2006 — у Львові відсвяткували 35-річчя «Арніки». З великим успіхом відбувся ювілейний концерт, на який прибули колишні учасники ВІА зі США, Німеччини, Ізраїлю та Росії. Художній керівник «Арніки» В. Васильєв готує до видання компакт-диск «Арніки», присвячений 40-річчю колективу, де зібрані кращі пісні.
2017 рік — учасники ансамблю знову зібралися у Львові, де з великим успіхом відбувся ювілейний концерт присвячений 45-річчю колективу. 
2018 рік — у Львові відбувся концерт до 70-річчя з дня народження Володимира Івасюка (You Tube - ВІА"Арніка" Малевич концерт арена 2018-й рік).
2021 рік - "Арніка" взяла участь у фестивалі Української пісні Славсько-фанк (Львівська область) та відсвяткувала 50-річчя створення колективу, де його засновник, художній керівник - ВІА "Арніка" В. Васильєв був нагороджений почесним званням  "Заслужений діяч естрадного мистецтва України".